# Троица (Калининский район)
Троица — деревня в Калининском районе Тверской области России. Входит в состав Медновского сельского поселения.

## География
Деревня находится в юго-восточной части региона, в зоне хвойно-широколиственных лесов, в пределах Верхневолжской низины (низменной равнины), при  автодороге 28Н-0496, на левом берегу реки Тверцы при впадении её притока речки Малица (приток Тверцы),  на расстоянии примерно 17 километров (по прямой) на северо-запад от областного и районного центра города Тверь.

### Климат
Климат характеризуется как умеренно континентальный. Средняя температура воздуха самого холодного месяца (января) — −14,4 °C (абсолютный минимум — −50 °C), средняя температура самого тёплого (июля) — 23 °С (абсолютный максимум — 36 °С). Средняя продолжительность периода с устойчивыми морозами — 121 день. Вегетационный период длится около 170 дней. Годовое количество атмосферных осадков варьирует в пределах от 348 до 885 мм, из которых большая часть выпадает в тёплый период. Снежный покров держится в течение 125 дней.

## История
Была отмечена ещё на карте 1840 года как поселение с 32 дворами. В 1859 году здесь (казенная деревня Новоторжского уезда Тверской губернии) был учтен 41 двор.

## Население
| 2008 | 2010 |
| ---- | ---- |
| 20   | ↘17  |

Численность населения: 270 человек (1859 год), 34 (русские 97 %) в 2002 году, 17 в 2010.

## Инфраструктура
Личное подсобное хозяйство.

## Транспорт
Деревня доступна автотранспортом.  